# 魔笛 (1975年の映画)
『魔笛』（まてき、スウェーデン語: Trollflöjten、英語: The Magic Flute）は、モーツァルト作曲のオペラ『魔笛』を題材にした、イングマール・ベルイマン監督による1975年公開のスウェーデンの映画。もともとは元日のテレビ放送用の作品であったが、その芸術性の高さから映画に仕立て直され、諸外国にも配給された。日本では1976年に公開されている。

## 演出
小劇場での上演を撮影している、という設定で演出されている。この劇場はストックホルム郊外にあるドロットニングホルム宮廷劇場という、1760年に建てられた200席ほどの劇場であるが、あくまで設定であって、撮影自体はほとんどがスタジオで行われた。この演出はこの音楽劇の素朴な雰囲気をよく現しているといえる。冒頭、タミーノを追って現れる竜は全くの着ぐるみであるし、また前奏や間奏の時の映像には出演者がくつろいでいたり、幕の隙間から観客席を覗く光景なども挟み込まれている。客席の少女（ベルイマン監督の娘）の顔も何度も登場する。
正月のテレビ用ということで、原語のドイツ語でなくスウェーデン語で演じられ、また、フリーメイソンの儀式にかかわる部分などは省略が行われている。

## スタッフ
- 監督：イングマール・ベルイマン
- 脚本：エマヌエル・シカネーダー、イングマール・ベルイマン
- 音楽
  - 作曲：ヴォルフガング・アマデウス・モーツァルト
  - 指揮：エリック・エリクソン
  - 演奏：スウェーデン放送交響楽団、合唱団

## キャスト
- タミーノ：ヨゼフ・コストリンガー
- パミーナ：イルマ・ウルリラ
- パパゲーノ：ホーカン・ハーゲゴール
- パパゲーナ：エリザベト・エリクソン
- 夜の女王：ビルギット・ノルディーン
- ザラストロ：ウルリック・コールド
- モノスタトス：ラグナール・ウルフンク